# Mikasa

Mikasa (三笠市 Mikasa-shi?) este un municipiu din Japonia, prefectura Hokkaidō.